# اکوا (کمون)
اکوا (به فرانسوی: Acoua) یک کمون در فرانسه است که در مایوت واقع شده‌است. اکوا ۱۲٫۶۲ کیلومتر مربع مساحت و ۵٬۱۹۲ نفر جمعیت دارد.